# Kévin Tillie
Kévin Peter Patrice Tillie (Cagnes-sur-Mer, 2 novembre 1990) è un pallavolista francese, schiacciatore del Projekt Warszawa.

## Biografia
Proviene da una famiglia di sportivi: suo padre, Laurent, è un ex pallavolista di livello internazionale, ora allenatore; sua madre, Caroline Keulen-Tillie, è una ex pallavolista olandese; mentre i suoi fratelli Kim e Killian sono entrambi cestisti.

## Carriera

### Club
La carriera di Kévin Tillie inizia a livello giovanile nel Cagnes, prima di trasferirsi al CNVB. Per motivi di studio si trasferisce in Canada, dove gioca per la Thompson Rivers per due anni, per poi passare alla UC Irvine, tra il 2012 e il 2013, con la quale si aggiudica due volte il titolo nazionale in NCAA Division I, ricevendo anche diversi riconoscimenti individuali.
Nella stagione 2013-14 firma il suo primo contratto professionistico, ingaggiato dalla Porto Robur Costa di Ravenna, squadra della Serie A1 Italiana; nella stagione successiva gioca invece nella Voleybol 1. Ligi turca con l'Arkas.
Nel campionato 2015-16 approda nella Polska Liga Siatkówki con lo ZAKSA di Kędzierzyn-Koźle, dove gioca per due annate aggiudicandosi altrettanti scudetti e la Coppa di Polonia 2016-17. Nel campionato 2017-18 si trasferisce nella Chinese Volleyball Super League, difendendo i colori del Beijing: dopo due annate col club di Pechino, nel marzo 2019, al termine del campionato cinese, disputa la parte finale della Superlega 2018-19 con il Modena.
Per l'annata 2019-20 si accasa al Projekt Warszawa, nella massima divisione polacca, per poi ritornare in Superlega con la Top Volley Latina nell'annata seguente. Nella stagione 2021-22 approda per la prima volta in patria da professionista, giocando in Ligue A col Tours, mentre nella stagione seguente fa ritorno al Projekt Warszawa, con il quale nell'annata 2023-24 conquista la Challenge Cup.

### Nazionale
Nel 2008 vince il campionato europeo con la nazionale francese under 20.
Debutta in nazionale maggiore nel 2012, in occasione della World League, torneo nel quale vince la medaglia d'oro nel 2015, anno in cui si aggiudica anche il campionato europeo. Dopo il bronzo alla World League 2016, conquista la medaglia d'argento alla Volleyball Nations League 2018.
Nel 2021 vince la medaglia di bronzo alla Volleyball Nations League e quella d'oro ai Giochi della XXXII Olimpiade di Tokyo, mentre nel 2024 conquista l'oro alla Volleyball Nations League, stesso metallo che conquista anche durante i Giochi della XXXIII Olimpiade.

## Palmarès

### Club
- NCAA Division I: 2

2012, 2013
- Campionato polacco: 2

2015-16, 2016-17
- Coppa di Polonia: 1

2016-17
- Challenge Cup: 1

2023-24

### Nazionale (competizioni minori)
- Campionato europeo under 20 2008
- Memorial Hubert Wagner 2015
- Memorial Hubert Wagner 2017
- Memorial Hubert Wagner 2018

### Premi individuali
- 2012 - All-America First Team
- 2012 - NCAA Division I: Los Angeles National All-Tournament Team
- 2013 - All-America First Team
- 2013 - NCAA Division I: Los Angeles National All-Tournament Team
- 2017 - Coppa di Polonia: Miglior ricevitore